# Aeroportul Darke County
Aeroportul Darke County (IATA: VES, ICAO: KVES, FAA LID: VES) este un aeroport din Ohio, Statele Unite ale Americii ce deservește zona Versailles⁠(d).
Situat la o altitudine de 307 m, aeroportul dispune de 1 pistă.

## Infrastructură

### Piste
Aeroportul dispune de o singură pistă. Pista 09/27 are suprafața de asfalt și dimensiunile 4.512 picioare × 75 picioare. 